# Якушев, Михаил Иванович
Михаил Иванович Якушев (15.01.1922—16.04.2005) — участник Великой Отечественной войны, командир батальона. 12 мая 1945 года взял в плен главнокомандующего РОА генерала Власова.

## Биография
Родился в 1922 году в деревне Тюково (ныне — Новосильского района Орловской области). После школы поступил в Орджоникидзевское военное пехотное училище. 21 июня 1941 года, сдав экзамены, окончил училище и ждал распределения в армию.
Молодого лейтенанта направили в 379-ю стрелковую дивизию. 20-го июля получил первое ранение в руку. После госпиталя, закончив военные курсы, отправлен на Калининский фронт. Там он получил второе ранение в плечо. После госпиталя его в составе 62-й танковой бригады направляют на Орловщину. В одном из боёв во время рукопашной схватки Михаил Иванович получил третье ранение. 
С сентября 1942 года по февраль 1943 года занимался обучением курсантов в Ульяновском пехотном училище на должности заместителя командира роты.
В феврале 1943 года в составе 25-го танкового корпуса освобождал Орловскую землю. В 1944 году в Карпатах от взрыва гранаты получил четвёртое ранение. В апреле 1945-го дошёл до Берлина.
12 мая недалеко от Праги разведчики под командованием капитана Михаила Якушева нагнали колонну одного из батальонов «власовской» дивизии, которая двигалась к американской демаркационной линии. В одном из автомобилей Якушевым и был обнаружен генерал Власов. Через час он передал предателя командиру 162-й танковой бригады полковнику Мищенко. За этот подвиг был награждён орденом Суворова II степени.
В начале 1946 года Якушева направили на учёбу в академию. По воспоминаниям друзей-однополчан он был прирождённым командиром. В 1971 году в звании полковника демобилизовался из армии. Жил в Москве и часто приезжал в свою родную деревню. Умер Михаил Иванович в 2005 году. Похоронен в Москве.

## Награды и звания
После окончания военного училища присвоено звание лейтенант. Закончил службу в Советской армии в звании полковника. Имеет награды (в порядке очерёдности присвоения): медаль «За отвагу», орден Отечественной войны II степени, орден Красного Знамени, орден Александра Невского, Орден Суворова II степени, медаль «За Боевые Заслуги», орден Красного Звезды, орден Отечественной войны I степени и др. медали.